# Thierry Boutsen
Thierry Marc Alain Boutsen (Bruxelles, 13 luglio 1957) è un ex pilota automobilistico belga, vincitore di 3 Gran Premi di Formula 1.
Ritenuto un ottimo collaudatore e abile a guidare su pista bagnata, Boutsen prese parte ad undici campionati della massima serie automobilistica, ottenendo come miglior risultato un quarto posto in classifica piloti.
Ha ottenuto anche diversi successi nelle competizioni a ruote coperte, tra cui la vittoria alla 24 Ore di Daytona nel 1985.
Dopo essersi ritirato dalle corse, a seguito di un incidente nel 1999, dirige una compagnia aeronautica che porta il suo nome.

## Carriera

### Gli inizi
Boutsen cominciò la sua carriera nel 1975, entrando a far parte della scuola per piloti Pilette. Decise quindi di abbandonare gli studi di ingegneria per dedicarsi al mondo delle corse. Nel 1977 fece, dunque, il suo debutto in Formula Ford 1600 comprando una vettura e correndo tramite i propri mezzi. L'anno seguente riuscì poi ad imporsi in campionato vinse il titolo, salendo per quindici volte sul gradino più alto del podio in 18 gare.
Nel 1979 Boutsen passò poi alla Formula 3 e, dopo un anno di apprendistato, nel 1980 concluse il campionato al secondo posto dietro all'italiano Michele Alboreto.
Passato per il 1981 alla Formula 2 giunse secondo a fine campionato dietro a Geoff Lees. Nello stesso anno partecipò alla 24 Ore di Le Mans durante la quale ebbe un terribile incidente, causato dal cedimento di una sospensione, in cui rimase ucciso il commissario di percorso Thierry Mabillat, mentre il pilota belga ne uscì illeso.
Nel 1983, poi, Boutsen passò a vetture da turismo disputando il campionato europeo.

### Formula 1

#### Arrows (1983-1986)

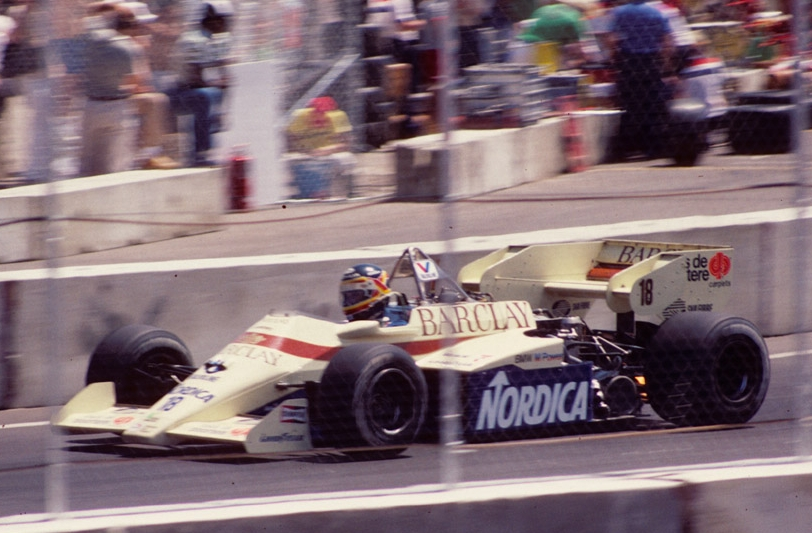
Boutsen con la Arrows A7 a Dallas nel 1984

L'esordio di Boutsen in Formula 1 avvenne in occasione del Gran Premio del Belgio 1983. Per l'occasione, il pilota belga pagò alla Arrows 500.000 dollari ottenuti da vari sponsor, con cui si garantì il sedile per l'intera stagione 1983. Durante l'anno giunse per due volte settimo, senza ottenere alcun punto.
I primi risultati arrivarono nel 1984 (sempre con la Arrows), grazie a due quinti e a un sesto posto.
L'anno successivo rimase nella scuderia inglese e conquistò un secondo posto di grande valore a San Marino, più alcuni altri buoni piazzamenti. Nel 1985 vinse la 24 Ore di Daytona pilotando una Porsche 962.
Il 1986 fu invece una brutta annata, visto che la Arrows non riuscì a garantire buone prestazioni.

#### Il passaggio in Benetton (1987-1988)

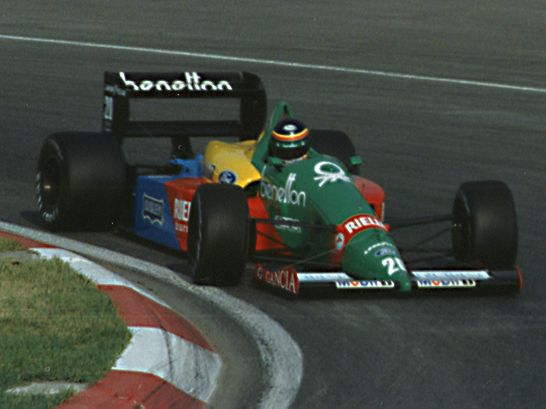
Boutsen nel 1988 con la Benetton.

Nel 1987 Boutsen passò alla Benetton, in cui trovò come compagno di squadra l'italiano Teo Fabi. Con il pilota italiano non sviluppò mai un rapporto particolare e quest'ultimo soffrì particolarmente la rivalità con Bousten.
La Benetton fece segnare ottimi tempi sul giro durante i test invernali, ma nel complesso non riuscì a replicarli durante il corso della stagione. Pur disponendo di un buon telaio, la monoposto aveva infatti un motore meno potente rispetto a quello delle squadre di vertice. Boutsen iniziò bene il campionato, cogliendo subito un quinto posto in Brasile, ma nelle gare seguenti fu spesso costretto al ritiro. Nella seconda parte di stagione i risultati migliorarono, fino a raggiungere l'apice proprio nell'ultimo Gran Premio della stagione con un podio. Boutsen chiuse il campionato all'ottavo posto, scavalcando in classifica Fabi proprio in occasione dell'ultima gara.
Il 1988 rappresentò il miglior risultato del belga che con appena 27 punti raggiunse il quarto posto nella classifica piloti. Risultato che si deve in gran parte alla tirannia imposta dalla McLaren che conquistò 15 Gp su 16. Va detto che Boutsen era salito sul podio cinque volte.

#### Gli anni in Williams (1989-1990)
Nel 1989, dopo due anni abbandonò la scuderia anglo-italiana e passò alla Williams, con cui siglò un contratto biennale, e fu qui che ottiene la prima vittoria in carriera sul circuito di Montreal, una vittoria fortunata a causa di una rottura a una sospensione di Prost e a una rottura del motore per Ayrton Senna a soli tre passaggi dalla fine. Seguì un'altra vittoria in Australia, sempre nel 1989, e una in Ungheria l'anno successivo.

#### L'ultimo periodo in Formula 1 (1991-1993)
Il ritorno di Nigel Mansell in Williams nel 1991, costrinse Boutsen a cambiare team. Ormai trentaquattrenne, passò alla Ligier con la prospettiva che, per il 1992, la squadra francese avrebbe usufruito dei V10 Renault, nell'attesa dei quali avrebbe affrontato un'annata di transizione utilizzando il motore Lamborghini V12. 
La stagione si rivelò, sia per Boutsen sia per il suo compagno di squadra Érik Comas, molto deludente. La Ligier JS35 era infatti più pesante delle sue concorrenti e soffriva il fatto di avere un serbatoio dell'olio molto ingombrante. Inoltre, la preparazione proseguì a rilento e la monoposto scese in pista per la prima volta appena due settimane prima dell'inizio del campionato. Boutsen quindi dovette competere con un mezzo scarsamente performante e nemmeno l'introduzione di una versione B della monoposto contribuì a migliorare la situazione. Il campionato si concluse senza ottenere punti e con un settimo posto quale miglior piazzamento. Appena meglio andò nel 1992, in cui Boutsen, sempre alla guida della vettura della casa francese, ottenne due punti nell'ultima gara di campionato.

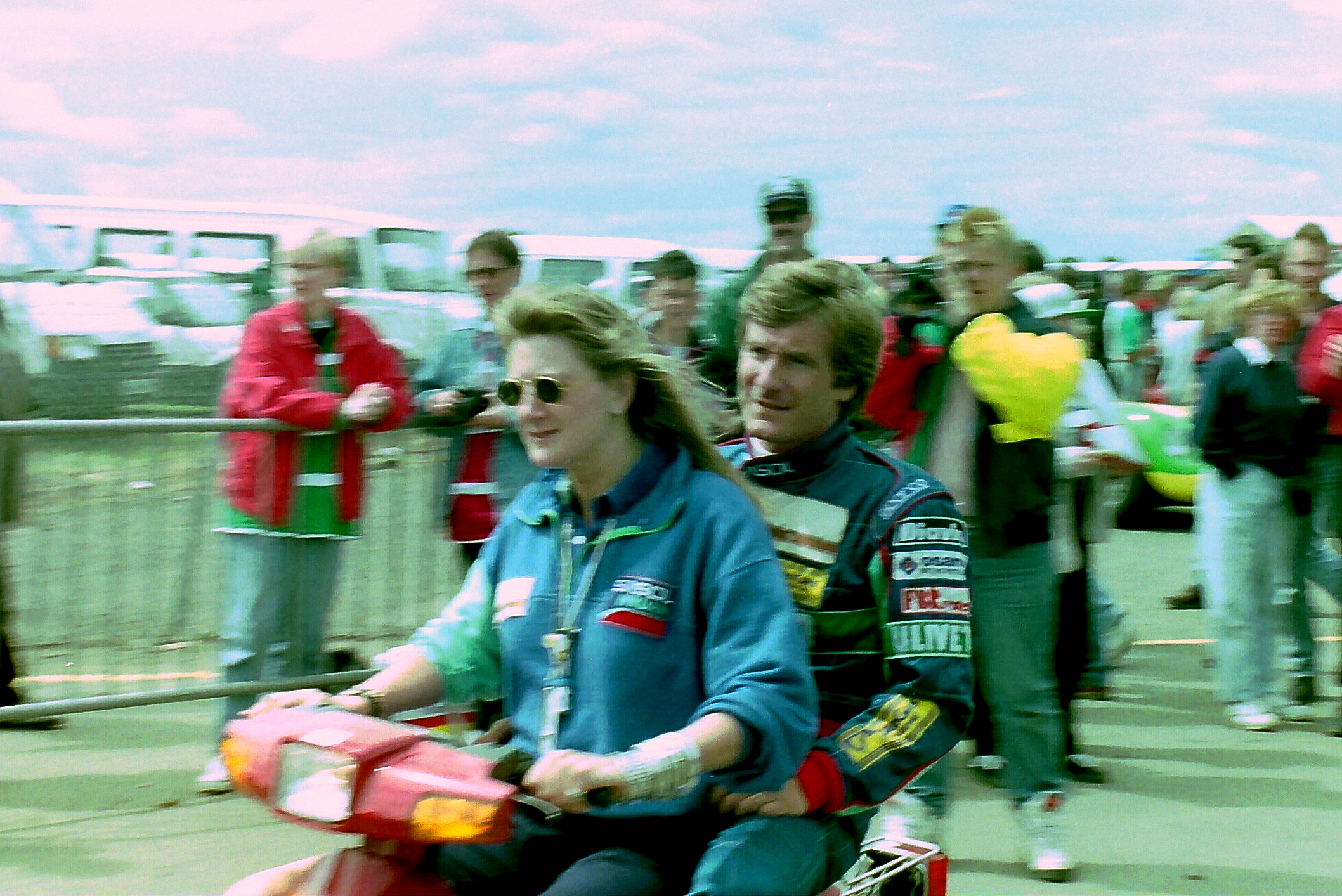
Boutsen nel paddock prima del Gran Premio di Gran Bretagna 1993.

Inizialmente rimasto senza un volante per la stagione 1993, a seguito della rescissione del rapporto contrattuale tra Ivan Capelli e la Jordan, si accordò con il team irlandese per disputare le gare previste fino al termine del campionato: Eddie Jordan intendeva infatti affiancare al debuttante Barrichello un pilota di esperienza. Il belga però ebbe molte difficoltà ad adattarsi alla vettura, che di per sé era abbastanza veloce, ma molto inaffidabile; nondimeno l'abitacolo risultava di dimensioni troppo ridotte rispetto alla sua altezza; di conseguenza rimase sempre piuttosto lontano dalle prestazioni del compagno di squadra, sicché, dopo il Gran Premio del Belgio, amareggiato dagli scarsi risultati e dal ruolo sempre più marginale del pilota rispetto al mezzo meccanico, rescisse consensualmente il contratto con la sua squadra e decise di ritirarsi dalla Formula 1 per andare a correre nelle serie automobilistiche statunitensi.

#### Risultati completi
| 1983 | Scuderia | Vettura |  |  |  |  |  |     |   |   |    |   |    |    |     |    |   |  |  | Punti | Pos. |
| ---- | -------- | ------- |  |  |  |  |  | --- | - | - | -- | - | -- | -- | --- | -- | - |  |  | ----- | ---- |
| 1983 | Arrows   | A6      |  |  |  |  |  | Rit | 7 | 7 | 15 | 9 | 13 | 14 | Rit | 11 | 9 |  |  | 0     |      |

| 1984 | Scuderia | Vettura |   |    |     |   |    |    |     |     |     |     |     |   |     |    |   |     |  | Punti | Pos. |
| ---- | -------- | ------- | - | -- | --- | - | -- | -- | --- | --- | --- | --- | --- | - | --- | -- | - | --- |  | ----- | ---- |
| 1984 | Arrows   | A6 e A7 | 6 | 12 | Rit | 5 | 11 | NQ | Rit | Rit | Rit | Rit | Rit | 5 | Rit | 10 | 9 | Rit |  | 5     | 15º  |

| 1985 | Scuderia | Vettura |    |     |   |   |   |   |   |     |   |   |     |   |    |   |   |     |  | Punti | Pos. |
| ---- | -------- | ------- | -- | --- | - | - | - | - | - | --- | - | - | --- | - | -- | - | - | --- |  | ----- | ---- |
| 1985 | Arrows   | A8      | 11 | Rit | 2 | 9 | 9 | 7 | 9 | Rit | 4 | 8 | Rit | 9 | 10 | 6 | 6 | Rit |  | 11    | 11º  |

| 1986 | Scuderia | Vettura |     |   |   |   |     |     |     |    |    |     |     |     |   |    |   |     |  | Punti | Pos. |
| ---- | -------- | ------- | --- | - | - | - | --- | --- | --- | -- | -- | --- | --- | --- | - | -- | - | --- |  | ----- | ---- |
| 1986 | Arrows   | A8 e A9 | Rit | 7 | 7 | 8 | Rit | Rit | Rit | NC | NC | Rit | Rit | Rit | 7 | 10 | 7 | Rit |  | 0     |      |

| 1987 | Scuderia | Vettura |   |     |     |     |     |     |   |     |   |   |   |    |    |     |   |   |  | Punti | Pos. |
| ---- | -------- | ------- | - | --- | --- | --- | --- | --- | - | --- | - | - | - | -- | -- | --- | - | - |  | ----- | ---- |
| 1987 | Benetton | B187    | 5 | Rit | Rit | Rit | Rit | Rit | 7 | Rit | 4 | 4 | 5 | 14 | 16 | Rit | 5 | 3 |  | 16    | 8º   |

| 1988 | Scuderia | Vettura |   |   |   |   |   |   |     |     |   |   |    |   |   |   |   |   |  | Punti | Pos. |
| ---- | -------- | ------- | - | - | - | - | - | - | --- | --- | - | - | -- | - | - | - | - | - |  | ----- | ---- |
| 1988 | Benetton | B188    | 7 | 4 | 8 | 8 | 3 | 3 | Rit | Rit | 6 | 3 | SQ | 6 | 3 | 9 | 3 | 5 |  | 27    | 4º   |

| 1989 | Scuderia | Vettura      |     |   |    |     |   |   |     |    |     |   |   |   |     |     |   |   |  | Punti | Pos. |
| ---- | -------- | ------------ | --- | - | -- | --- | - | - | --- | -- | --- | - | - | - | --- | --- | - | - |  | ----- | ---- |
| 1989 | Williams | FW12C e FW13 | Rit | 4 | 10 | Rit | 6 | 1 | Rit | 10 | Rit | 3 | 4 | 3 | Rit | Rit | 3 | 1 |  | 37    | 5º   |

| 1990 | Scuderia | Vettura |   |   |     |   |     |   |     |   |   |   |     |     |     |   |   |   |  | Punti | Pos. |
| ---- | -------- | ------- | - | - | --- | - | --- | - | --- | - | - | - | --- | --- | --- | - | - | - |  | ----- | ---- |
| 1990 | Williams | FW13B   | 3 | 5 | Rit | 4 | Rit | 5 | Rit | 2 | 6 | 1 | Rit | Rit | Rit | 4 | 5 | 5 |  | 34    | 6º   |

| 1991 | Scuderia | Vettura |     |    |   |   |     |   |    |     |   |    |    |     |    |     |   |     |  | Punti | Pos. |
| ---- | -------- | ------- | --- | -- | - | - | --- | - | -- | --- | - | -- | -- | --- | -- | --- | - | --- |  | ----- | ---- |
| 1991 | Ligier   | JS35    | Rit | 10 | 7 | 7 | Rit | 8 | 12 | Rit | 9 | 17 | 11 | Rit | 16 | Rit | 9 | Rit |  | 0     |      |

| 1992 | Scuderia | Vettura |     |    |     |     |     |    |    |     |    |   |     |     |     |   |     |   |  | Punti | Pos. |
| ---- | -------- | ------- | --- | -- | --- | --- | --- | -- | -- | --- | -- | - | --- | --- | --- | - | --- | - |  | ----- | ---- |
| 1992 | Ligier   | JS37    | Rit | 10 | Rit | Rit | Rit | 12 | 10 | Rit | 10 | 7 | Rit | Rit | Rit | 8 | Rit | 5 |  | 2     | 15º  |

| 1993 | Scuderia | Vettura |  |  |     |     |    |     |    |    |     |    |   |     |  |  |  |  |  | Punti | Pos. |
| ---- | -------- | ------- |  |  | --- | --- | -- | --- | -- | -- | --- | -- | - | --- |  |  |  |  |  | ----- | ---- |
| 1993 | Jordan   | 193     |  |  | Rit | Rit | 11 | Rit | 12 | 11 | Rit | 13 | 9 | Rit |  |  |  |  |  | 0     |      |

| Legenda | 1º posto     | 2º posto | 3º posto    | A punti         | Senza punti/Non class.  | Grassetto – Pole position Corsivo – Giro più veloce |
| Legenda | Squalificato | Ritirato | Non partito | Non qualificato | Solo prove/Terzo pilota | Grassetto – Pole position Corsivo – Giro più veloce |

### Dopo la F1
Abbandonata la Formula 1 Boutsen si dedicò alle corse americane, guidando vetture sport. Ottenne il suo risultato più importante nel 1997 con un secondo posto alla 24 Ore di Daytona, ma nel 1999, dopo un incidente nella 24 Ore di Le Mans decise di porre fine alla sua carriera da pilota.